# 김수형 (배우)
김수형(2010년 7월 13일 ~ )은 대한민국의 배우

## 생애
2010년 7월 13일 서울특별시 강남구 논현동에서 출생하였으며 2018년 영화 보이는 어둠을 통해 배우로 데뷔하였다.
대표작품으로 드라마는 JTBC 한 사람만, MBC 트레이서, JTBC 신성한 이혼 등이 있고, 영화로는 소울메이트, 행복의 나라, 최소한의 선의 등이 있다.

## 학력
- 풍무중학교 (재학중)

## 출연 작품

### 드라마
| 연도 | 방송사   | 제목          | 역할 | 비고 |
| ---- | -------- | ------------- | ---- | ---- |
| 2019 | 웹드라마 | 청개구리 교실 | 진주 | 주연 |
| 2020 | FLO      | 해방전선      | 아영 | 주연 |
| 2021 | MBC      | 트레이서      | 혜영 | 조연 |
| 2022 | JTBC     | 한 사람만     | 지후 | 조연 |
| 2023 | JTBC     | 신성한, 이혼  | 준희 | 조연 |

### 영화
| 연도 | 제목                   | 역할                       | 감독   | 비고 |
| ---- | ---------------------- | -------------------------- | ------ | ---- |
| 2018 | 보이는 어둠            | 진주                       | 채한영 | 주연 |
| 2019 | 빈                     | 민서                       |        | 주연 |
| 2019 | 분홍신                 | 수아                       |        | 주연 |
| 2019 | 안녕? 윌슨             | 숙희                       |        | 조연 |
| 2019 | 흐르는 바다처럼        | 현희                       | 전상의 | 주연 |
| 2020 | 영화밖의 계절          | 형주                       |        | 조연 |
| 2021 | 안아줘, 독바로 안아줘! | 단발이                     | 이지안 | 주연 |
| 2022 | 내 자전거              | 도윤                       | 기은   | 주연 |
| 2023 | 소울메이트             | 어린미소 (김다미 어린시절) | 민용근 | 조연 |
| 2024 | 행복의 나라            | 예진 (이선균 딸)           | 추창민 | 단역 |
| 2024 | 최소한의 선의          | 유정 (최수인 동생)         | 김현정 | 조연 |

### 광고 및 홍보대사
| 연도 | 광고주                          | 브랜드                                          | 종류       |
| ---- | ------------------------------- | ----------------------------------------------- | ---------- |
| 2019 | (사) 국제청소년영상예술진흥원   | 제 19회 대한민국 청소년 영화제                  | 홍보대사   |
| 2019 | 슈퍼광고모델콘테스트 조직위원회 | 제 2회 슈퍼광고모델콘테스트                     | 홍보대사   |
| 2021 | 국민건강보험                    | 국민건강보험 간호간병통합서비스 You don't know? | 공익, 의료 |